# 최고행정책임자
최고행정책임자(chief administrative officer, 이하 CAO)는 사조직 또는 공공조직의 행정 관리를 책임지는 사람이다. 최고행정책임자(CAO)는 특정 조직에서 가장 상위 구성원 중 하나로서 일상적인 운영상황을 관리하고 대개 최고경영자(chief executive officer, 이하 CEO)에게 바로 상황을 보고한다.
특정 기업에서는 최고행정책임자(CAO)가 곧 그 기업의 사장(the president)이기도 하다. 이것은 (chief operating officer, 이하 COO)와 매우 유사하지만 최고경영자(CEO)와는 다소 차이가 있다.
지방자치의 맥락에서 최고행정책임자(CAO)나는 타이틀은 종종 시행정 담당관, 자치 주의 담당자 등의 용어를 대신해서 사용되기도 하며, 특히 부서의 장을 지명하거나 해임하는 등의 권한이 포함되지 않는 직책의 경우에 사용한다.